# Сергиевский, Николай Александрович (сенатор)
Николай Александрович Сергиевский (1833—1900) — попечитель Виленского учебного округа, сенатор. Действительный тайный советник.

## Биография
Сын преподавателя Московской духовной академии Александра Иродионовича Сергиевского (1802–1834), племянника митрополита Филарета (Дроздова).
Окончил Московскую духовную семинарию, а в 1856 году — Московскую духовную академию (XX курс, третий магистр) с сочинением «О поведении древних христиан во дни воскресные и праздничные» (М.: тип. В. Готье, 1856.—- 84 с.).
В 1856—1857 гг. преподавал в родной академии; в 1858–1859 гг. был за границей, в основном, в Англии, в качестве домашнего учителя в семье графа Путятина (в 1860 году его заменил Н. К. Соколов).
Служил директором канцелярии обер-прокурора святейшего синода (01.03.1866—24.10.1869); был награжден орденом Св. Станислава 2-й степени (1861).
Был произведён в действительные статские советники 14 мая 1867 года; награждён орденом Св. Владимира 3-й степени (1869).
С 24 октября 1869 года в течение почти 30 лет занимал должность попечителя Виленского учебного округа; в 1871 году получил орден Св. Станислава 1-й степени; 27 ноября 1872 года произведён в чин тайного советника; в 1874 году награждён орденом Св. Анны 1-й степени, в 1878 году — орденом Св. Владимира 2-й степени, в 1883 году — орденом Белого орла; 1 января 1888 года — орденом Св. Александра Невского. В 1880 году ему было пожаловано 800 десятин земли в Виленской губернии.
Сенатором определён со 2 апреля 1895 года; в 1896 году произведён в чин действительного тайного советника; с 1899 года — присутствующий в Департаменте герольдии Правительствующего сената.
Собрал библиотеку состоявшую из более 4 тысяч томов (23 раздела по различным отраслям знаний); одну тысячу книг «он подарил Виленской публичной библиотеке, частично в народные читальни и Управление Виленского учебного округа».
Ему принадлежит авторство сочинения: Преподобный Феодосий, Тотемский чудотворец. — М.: Отделение типографии товарищества И. Д. Сытина, 1896. — 30 с. (Изд. 4-е. — М., 1901. — 31 с.)
Был женат на Елизавете Александровне Рахмановой (14.04.1847—19.04.1907).
Сыновья:
- Сергей (1866 — после 1884)
- Пётр (1870 — после 1908)
- Антон (1871 — после 1911)
- Николай (1875 — 1955) — журналист, писатель.